# كالوم كونولي
كالوم كونولي (بالإنجليزية: Callum Connolly) (23 سبتمبر 1997 بليفربول في المملكة المتحدة - ) هو لاعب كرة قدم بريطاني في مركز الدفاع. لعب مع نادي إيفرتون ونادي بارنسلي وويغان أتلتيك.

## وصلات خارجية
- كالوم كونولي على موقع الاتحاد الأوربي (الإنجليزية)
- كالوم كونولي على موقع قاعدة بيانات كرة القدم.إي يو (الإنجليزية)
- كالوم كونولي على موقع Soccerbase.com (لاعب) (الإنجليزية)
- كالوم كونولي على موقع Soccerway.com (الإنجليزية)
- كالوم كونولي على موقع عالم كرة القدم.نت (الإنجليزية)
- كالوم كونولي على موقع AS.com (الإسبانية)